# Unité urbaine de Jonzac
L'unité urbaine de Jonzac est une unité urbaine française centrée sur la ville de Jonzac, sous-préfecture de la Charente-Maritime et principale ville de la Haute Saintonge et au cœur de la 6e aire d'attraction en Charente-Maritime.

## L'unité urbaine de Jonzac dans le nouveau zonage de 2020
En 2020, l'INSEE a procédé à une révision des périmètres urbains des unités urbaines de la France ; celle de Jonzac n'a pas subi de modification.
Avec 5 396 habitants en 2021, elle constitue la 11e unité urbaine de Charente-Maritime, figurant parmi les agglomérations urbaines de plus de 5 000 habitants.
Elle commande l'aire d'attraction de Jonzac qui la place au 6e rang départemental en Charente-Maritime en 2021.
En 2010, selon l'INSEE, l'unité urbaine de Jonzac était composée de trois communes, toutes situées en Charente-Maritime, dans l'arrondissement de Jonzac.
Dans les limites de ce qui représentait l'ancienne région Poitou-Charentes, elle figurait parmi les 32 unités urbaines de la région à regrouper plus de 5 000 habitants au recensement de 2010.
Sa densité de population s'élevait à 157 hab/km2 au recensement de 2010, ce qui en faisait une densité nettement plus élevée que celle de la Charente-Maritime qui était de 91 hab/km2.

## Délimitation de l'unité urbaine de 2010
En 2010, l'Insee a procédé à une révision des délimitations des unités urbaines en France ; Jonzac demeure une unité urbaine composée de trois communes urbaines depuis 1999.
Liste des communes appartenant à l'unité urbaine de Jonzac selon la délimitation de 2010 et population municipale de 2007 et de 2010 (Liste établie par ordre alphabétique)
| Nom                        | Code Insee | Statut | Superficie (km2) | Population (dernière pop. légale) | Densité (hab./km2) |
| -------------------------- | ---------- | ------ | ---------------- | --------------------------------- | ------------------ |
| Jonzac                     | 17197      |        | 13,09            | 3 576 (2022)                      | 273                |
| Saint-Germain-de-Lusignan  | 17339      |        | 18,05            | 1 298 (2022)                      | 72                 |
| Saint-Martial-de-Vitaterne | 17363      |        | 2,78             | 549 (2022)                        | 197                |

## Évolution territoriale de l'unité urbaine de Jonzac depuis 1975
En 1975, Jonzac formait une ville isolée et comptait à cette date 4 306 habitants.
En 1982, la délimitation territoriale de l'unité urbaine de Jonzac s'est élargie d'une commune, Saint-Germain-de-Lusignan, lui permettant alors de franchir le seuil des 5 000 habitants, enregistrant alors son chiffre de population le plus élevé avec 5 584 habitants. Elle était alors la 9e unité urbaine de Charente-Maritime.
En 1999, cette unité urbaine a été élargie d'une commune supplémentaire, Saint-Martial-de-Vitaterne, lui permettant de se maintenir au-dessus des 5 000 habitants. Formée de trois communes urbaines, l'agglomération recensait à cette date 5 320 habitants, ce qui la classait au 12e rang des unités urbaines de la Charente-Maritime.
En 2010, avec 5 332 habitants, elle demeure toujours au 12e rang départemental en Charente-Maritime. Lors des révisions de 2010 et 2020, l'unité urbaine n'a pas vu ses délimitations évoluer.
Jonzac fait partie des villes intra-muros du département de la Charente-Maritime qui affichent une perte démographique sévère et quasi continuelle depuis 1982 mais, grâce aux deux communes de son unité urbaine, cette petite agglomération se maintient au-dessus des 5 000 habitants. Elle retrouve son niveau de population de 1999.

## Évolution démographique selon le périmètre défini en 2020
| 1968  | 1975  | 1982  | 1990  | 1999  | 2007  | 2010  |
| ----- | ----- | ----- | ----- | ----- | ----- | ----- |
| 4 947 | 5 657 | 6 087 | 5 583 | 5 318 | 5 183 | 5 332 |

Histogramme

(élaboration graphique par Wikipédia)